# Transilvanian Hunger
Transilvanian Hunger este cel de-al patrulea album de studio al formației Darkthrone. Acesta a fost primul album Darkthrone înregistrat cu doar doi membri: Fenriz și Nocturno Culto. Albumul este considerat a fi unul dintre cele mai influente albume black metal din toate timpurile.

## Controverse
Albumul a stârnit controverse prin faptul că versurile câtorva melodii au fost scrise de către Varg "Count Grishnackh" Vikernes. Mai mult, la finalul piesei "As Flittermice As Satans Spys" se poate auzi un text înregistrat de Varg care la o primă audiție e de neînțeles. Dacă piesa e redată invers, textul devine inteligibil: "In the name of God, let the churches burn".
De asemenea pe coperta spate apare scris Norsk Arisk Black Metal care se traduce prin Black Metal Norvegian Arian, fapt care a dus la acuzații de rasism. Pentru a nega aceste acuzații, Fenriz a declarat:
"Vrem să declarăm că Transilvanian Hunger se ridică deasupra oricăror critici și oricine care încearcă să facă acest lucru ar trebui să fie tratat cu un aer de superioritate pentru comportamentul său evident jidănesc."
Această declarație nu a făcut decât să înrăutățească situația, rezultatul fiind o altă declarație prin care formația își cere scuze în mod public, menționând că în argoul norvegian cuvântul "jidan" înseamnă "idiot" și nu are nici o conotație rasistă. Peaceville Records a privit cu reticență această declarație, iar după lansarea albumului a întrerupt colaborarea cu Darkthrone.

## Titlul și coperta
Titlul Transilvanian Hunger (în românește Foame transilvăneană) se referă la două aspecte legate de sinuciderea lui Dead. Transilvanian este scris intenționat greșit (în engleză Transilvania se scrie Transylvania), formația referindu-se la tricoul pe care îl purta Dead când s-a sinucis, tricou pe care scria "I Love Transilvania". Hunger se referă la zvonul conform căruia Euronymous ar fi făcut o friptură din bucăți din creierul lui Dead pe care a mâncat-o. 
Coperta albumului (pe care apare Fenriz) seamănă foarte mult cu coperta albumului Live in Leipzig (pe care apare Dead) al formației Mayhem.  

## Recenzii și influențe
Transilvanian Hunger este un album definitoriu pentru black metal, stilul muzical aparent monoton și producția intenționat proastă reprezentând caracteristicile esențiale ale black metal-ului norvegian, caracteristici care, de-a lungul timpului, au influențat multe formații.
Revista Terrorizer a clasat Transilvanian Hunger pe locul 9 în clasamentul "Cele mai bune 40 de albume black metal".
Albumul a fost relansat în 2003, incluzând ca bonus a patra parte a unui interviu în care Fenriz și Nocturno Culto se chestionează reciproc.

## Lista pieselor
1. "Transilvanian Hunger" - 06:10
2. "Over fjell og gjennom torner" (Peste munți și prin spini) - 02:29
3. "Skald av Satans sol" (Scald al soarelui Satanei) - 04:29
4. "Slottet i det fjerne" (Castelul îndepărtat) - 04:45
5. "Graven tåkeheimens saler" (Morminte în halele încețoșate) - 04:59
6. "I en hall med flesk og mjød" (Într-o hală cu carne și mied) - 05:13
7. "As Flittermice As Satans Spys" - 05:56
8. "En ås i dype skogen" (Un ås[8] în pădurea adâncă) - 05:03

## Personal
- Fenriz - baterie, chitară, chitară bas
- Nocturno Culto - vocal